# Egidio Vagnozzi
Egidio Vagnozzi (ur. 26 lutego 1906 w Rzymie, zm. 26 grudnia 1980 tamże) – włoski duchowny katolicki, dyplomata i kardynał.

## Życiorys
Ukończył Niższe Seminarium Duchowne w Rzymie, a następnie Pontyfikalne Seminarium Rzymskie i Ateneum Laterańskie (doktoraty z filozofii, teologii i prawa kanonicznego). Święcenia kapłańskie otrzymał 22 grudnia 1928 z rąk kardynała Rafaela Merry del Val. Wcześniej uzyskał dyspensę, ponieważ nie miał odpowiedniego kanonicznie wieku w chwili ordynacji. W latach 1930–1932 pracował w Sekretariacie Stanu. Od 1932 prywatny szambelan Jego Świątobliwości. W latach 1932–1942 był członkiem delegatury apostolskiej w USA. W latach późniejszych pracował w nuncjaturach w Portugalii i Francji. W roku 1947 uczestniczył w delegacji do Indii, celem było ustanowienie stosunków dyplomatycznych z tym krajem.
9 marca 1949 mianowany delegatem apostolskim na Filipinach. Otrzymał stolice tytularną Mira. Sakry udzielił mu kardynał Adeodato Giovanni Piazza O.C.D. Dwa lata po nominacji biskupiej delegatura na Filipinach została podniesiona do rangi nuncjatury. 16 grudnia 1958 przeniesiony na placówkę do USA. Na konsystorzu z czerwca 1967 otrzymał kapelusz kardynalski. Od 13 stycznia 1968, aż do śmierci, sprawował funkcję przewodniczącego Prefektury ds. Ekonomicznych Stolicy Świętej. Brał udział w obu konklawe 1978 roku. Od roku 1979 pełnił również funkcję kamerlinga.
Zmarł w swej rzymskiej rezydencji i pochowany został początkowo na Campo Verano. W roku 1983 ciało przeniesiono do bazyliki S. Giuseppe in Via Trionfale.